# La legge (Frédéric Bastiat)
La legge (La loi) è un saggio dell'economista e politico francese Frédéric Bastiat, scritto nel giugno 1850 a Mugron, pochi mesi prima della sua morte a Roma.

## Contenuto
In quest'opera Bastiat afferma la propria totale adesione al giusnaturalismo,  cioè alla piena affermazione dei diritti naturali individuali, (Vita, Libertà, Proprietà)  contro ogni diritto positivo che distrugge ogni libertà e qualsiasi iniziativa e creatività umana, riprendendo con ciò, e dando nuovi e originali sviluppi, ai principi che furono di Ugo Grozio, John Locke, Tommaso d'Aquino e dai filosofi della Scuola di Salamanca.
In questo pamphlet, Bastiat risponde alle seguenti domande: «Cos'è la legge? Cosa dev'essere? Qual è il suo dominio? Quali sono i suoi limiti? Dove si fermano, di conseguenza, i poteri del Legislatore?»
Egli definì la legge come «la forza comune organizzata per fare ostacolo all'Ingiustizia», «l'organizzazione collettiva del Diritto individuale di legittima difesa». Ne concluse che «la Legge è la Giustizia», la «Giustizia organizzata». Testo che ha avuto e continua tuttora ad avere un ruolo di primaria importanza nel consolidamento delle idee liberali negli Stati Uniti d'America (fin da quando, nel 1950, la Foundation For Economic Education ne promosse un'edizione destinata ad una diffusione che ormai, ha superato il milione di copie).
In Italia la prima traduzione de La legge avviene solo nel 2001, in occasione del bicentenario della nascita dell'autore, dall'editore indipendente Leonardo Facco. Purtroppo stampata in pochissime copie, è oggi diventata una rarità bibliografica, praticamente introvabile.

## Contemporanei citati nel saggio

### Positivamente
- Charles Forbes René de Montalembert
- Pierre Carlier
- William Penn

### Negativamente
- Charles Dupin
- Jacques-Bénigne Bossuet
- François Fénelon
- Charles de Secondat, baron de Montesquieu
- Jean-Jacques Rousseau
- Guillaume Thomas François Raynal
- Gabriel Bonnot de Mably
- Étienne Bonnot de Condillac
- Louis de Saint-Just
- Maximilien Robespierre
- Jacques Nicolas Billaud-Varenne
- Louis-Michel le Peletier de Saint-Fargeau
- Morelly
- François-Noël Babeuf
- Robert Owen
- Claude Henri de Rouvroy, conte di Saint-Simon
- Charles Fourier
- Louis Blanc
- Pierre-Joseph Proudhon
- Étienne Cabet
- Pierre de Saint-Cricq
- Viscount André de Melun
- Adolphe Thiers
- Victor Considerant

## Edizioni
- La Loi. M.F.Bastiat. Paris. Librairie de Guillaumin et c. 1850.
- La Loi. Edizioni Lulu.com, ISBN 978-1-4092-3543-9: testo originale in francese

## Edizioni  in lingua italiana
- La legge, a cura di Nicola Iannello e con un'introduzione di Carlo Lottieri (prima traduzione italiana), Leonardo Facco Editore, Treviglio (BG) 2001 (collana "Laissez faire").
- La legge, suppl. quotid. a Libero. Ristampa autorizzata della prima edizione del 2001 di Leonardo Facco editore. (collana "la biblioteca di Libero" n.6) (i classici del liberalismo) 2005.
- "Ciò che si vede, e ciò che non si vede" (e altri scritti). A cura di Nicola Iannello. Prefazione di Gerard Bramoulle.

(All'interno sono presenti i pamphlet) "ciò che si vede e ciò che non si vede" "proprietà e legge", "giustizia e fraternità", "la legge", "lo stato", "spoliazione e legge", "guerra alle cattedre di economia politica", "capitale e rendita", "maledetto denaro".
Rubbettino editore. 2005.
- Frédéric Bastiat. "La Legge" con saggi di Nicola Iannello. - Carlo Lottieri. Leonardo facco editore e Goware edizioni. 2017. (Collana di filosofia)